# Сокхей, Сахиб Синг
Сэр Сахиб Сингх Сокхей (англ. Sahib Singh Sokhey; 15 декабря 1887 — 23 октября 1971, Нью-Дели) — индийский микробиолог, фармаколог, профессор, доктор медицины, политический и общественный деятель, член Национальной АН Индии.

## Биография
Родился Сахиб Сокхей 15 декабря 1887 года в Амритсаре в семье сардара Джвалы Сингха Сокхея. В 1907 году окончил Пенджабский университет, а в 1911 году — Эдинбургский университет. Затем Сахиб Сингх совершенствовал знания в Англии, США и Канаде. В 1915—1918 в качестве врача участвовал в 1-й мировой войне. В 1920-х годах вернулся в Индию и связал свою жизнь с Бомбеем, где с 1925 по 1932 и с 1950 по 1971 год работал профессором микробиологии и заместителем директора Бактериологического института, с 1932 по 1950 год занимал должность директора данного института, одновременно с этим с 1950 по 1952 год занимал должность помощника генерального директора ВОЗ. С 1952 по 1956 был назначен членом Раджья сабха.
Сахиб Сокхей был женат на Лейле Рой. Скончался 23 октября 1971 года в Нью-Дели.

## Научные работы
Основные научные работы посвящены изучению чумы и холеры. Сахиб Сокхей — один из основателей индийской фармакологической промышленности.
- Предложил методы изготовления противочумных и противохолерных вакцин в промышленных масштабах.
- Разработал метод массового производства противомалярийных и сульфаниламидных препаратов.

## Членство в обществах
- 1953—1958 — Президент Ассоциации научных работников Индии.
- Вице—председатель Всеиндийского Совета Мира.
- Член Всемирного Совета Мира.

## Награды и премии
- 1946 — Рыцарь-бакалавр;
- Почётный генерал-майор;
- 1953 — Международная Сталинская премия «За укрепление мира между народами»[3]